# Vozovna Smíchov
Vozovna Smíchov je bývalá tramvajová a posléze trolejbusová vozovna v Praze. Roku 2015 byla zbořena a na jejím místě vyrostla nová kancelářská budova. Z areálu se dochoval pouze komín a obvodové zdi začleněné do nové stavby.

## Historie
28. června 1883 zahájila na Smíchově v ulici Na Valentince provoz v pořadí třetí vozovna pražské koňky. V Libušině ulici (Na Valentince) ji dalo postavit Generální ředitelství Pražské Tramwaye. Její stavba včetně výstavby kolejového napojení byla součástí rekonstrukce tramvajové trati Plzeňská - Západní (Smíchovské) nádraží. Od nádraží vedla jednokolejná manipulační trať, která začínala obloukem a ve vjezdu do vozovny (kůlna na vozy) se rozvětvovala na dvě koleje. Vedle této kůlny s dřevěnými krovy kryté střechou s taškami byly stáje pro koně a administrativní budova.
Roku 1901 bylo rozhodnuto vozovnu prodat. Na to 27. února reagovala Správní rada Elektrických podniků usnesením areál do konce srpna vyklidit. Ale již 7. července požádala pražskou obec, aby se prodej zrušil, protože Elektrické podniky připravovaly zrušení vozovny na Klamovce a smíchovskou vozovnu potřebovaly. Roku 1902 byla manipulační trať v ulici Na Valentince elektrifikována a vozovna sloužila koňce až do 12. května 1905. V tom roce Elektrické podniky opět oznámily záměr vozovnu zrušit a prodat, ale již v únoru 1906 tento záměr opět odvolaly.
Výpravna v té době užívala dvě pronajaté místnosti v obytném nárožním domě čp. 41. Stáje sloužily pro koně používané pro pojízdná lešení při opravách vrchního vedení.

### Nová vozovna
Již elektrifikované objekty bývalé koňky provizorně sloužily pro vozy elektrické dráhy až do roku 1914, kdy byla stará vozovna zbořena a na jejím místě postavena stavební firmou ing. Záruba-Pfeffermann stavba nová. Tomu předcházela bezvýsledná snaha malý prostor bývalé koňky rozšířit o sousední pozemky. Nová vozovna otevřená 15. prosince 1915 měla pouze sedm kolejí ve dvou a třetině lodi - dvě lodě byly tříkolejné, třetí loď byla vtěsnaná k původní zástavbě a kolej měla jen jednu. Její kapacita byla 45 dvounápravových vozů a protože nedostačovala, doplnila ji roku 1931 nově zřízená odstavná kolej v přilehlé ulici.

### Ukončení provozu
Vozovna ukončila provoz 3. prosince 1937 s otevřením nové vozovny v Motole. Od 1. října 1939 do 16. října 1972 sloužila pro trolejbusovou linku W. Od roku 1972 zde sídlila Střední odborná škola a učiliště Dopravních podniků Praha.